# Parque García Sanabria
Parque García Sanabria, situé dans la ville de Santa Cruz de Tenerife (Espagne) a été inauguré en 1926 et se distingue par ses espèces végétales et pour sa grande collection de sculptures. Avec ses 6,7 hectares, il est le plus grand parc urbain des îles Canaries.

## Description
Le parc est nommé en hommage au maire qui a réalisé sa construction. Parmi ses plus célèbres éléments, on peut citer la fontaine centrale et l'horloge fleurie, un cadeau du consul du Danemark à la ville, l'horloge a été construite en Suisse et installée dans le parc en 1958. On y voit également un Hommage à Villares, sculpture de Claude Viseux.

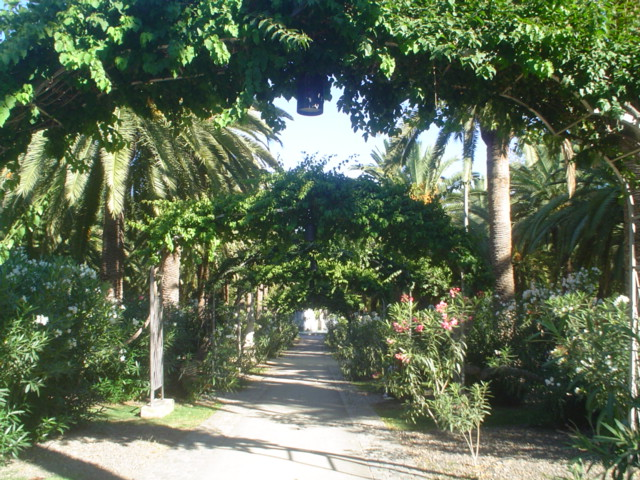
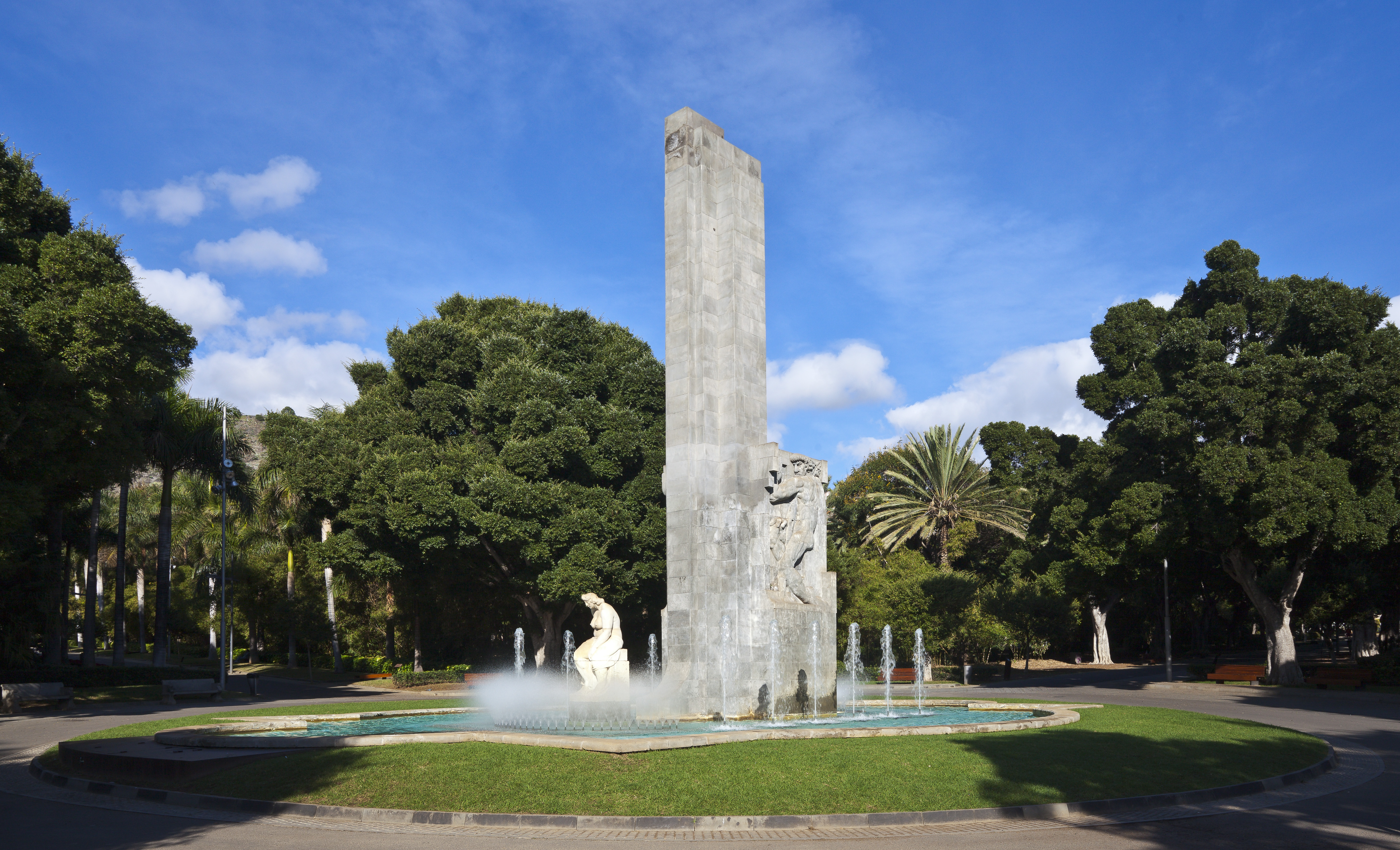
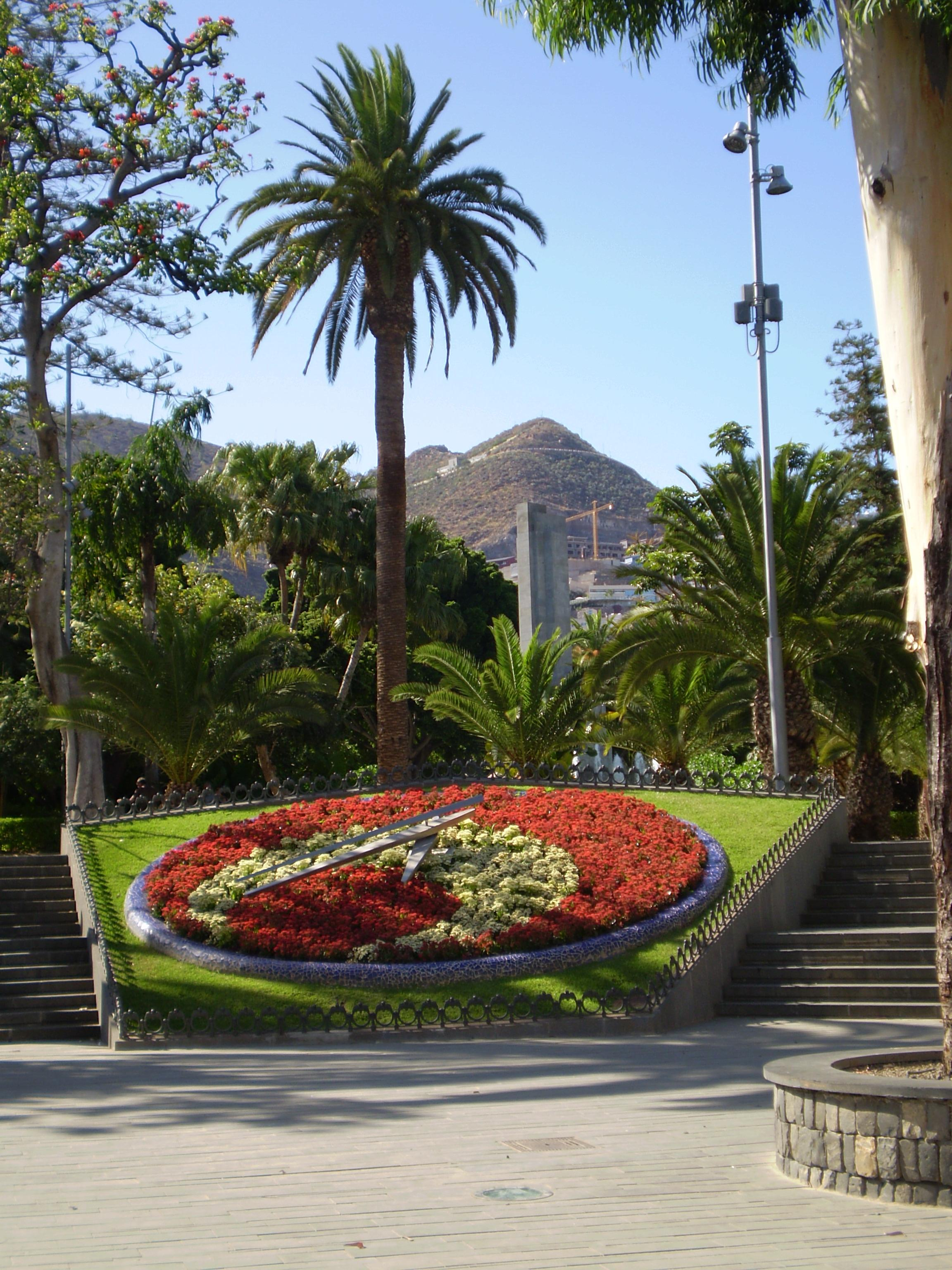